# Douglas Irwin (Eishockeyspieler)
Douglas Irwin (* 15. Januar 1959 in Edmonton, Alberta) ist ein ehemaliger kanadischer Eishockeyspieler und derzeitiger -trainer. Bis November 2017 war er als Trainer bei den Füchsen Duisburg in der Oberliga Nord tätig.

## Karriere

### Als Spieler
Irwins Karriere begann 1979 in der Ontario Provincial Junior A Hockey League bei den Royal York Royals. Nach einigen Jahren im Eishockey-Team der Acadia University und Ohio University, holte ihn der EC Peiting zur Saison 1988/89 nach Deutschland, wo er in seiner Debüt-Saison einer der punktbesten Verteidiger der Liga wurde. Nach weiteren drei Jahren bei den Oberbayern kam Irwin 1992 zum ERC Sonthofen. Eine Saison später wurden auch die Mannschaften aus dem Oberhaus auf die Leistungen des nur 1,72 Meter großen Abwehrspielers aufmerksam, und so wechselte er zur Saison 1993/94 zum EHC 80 Nürnberg in die 2. Bundesliga, die ein Jahr später in der Deutschen Eishockey Liga spielen sollten.
Nach einem einsaisonalen Gastspiel bei den Ratinger Löwen kehrte Irwin zur Saison 1996/97 wieder zum ERC Sonthofen in die damalige 1. Liga Süd zurück und beendete dort nach einer Spielzeit seine aktive Laufbahn als Spieler.

### Als Trainer
Nach Beendigung seiner Spielerkarriere kehrte Irwin nach Kanada zurück und trainierte dort zunächst die Calgary Royals aus der Alberta Junior Hockey League. Anschließend trainierte er von 1998 bis 2002 das Eishockey-Team der University of Lethbridge, mit denen er in den Spielzeiten 1999/00 und 2001/02 SAIT Eye Opener Champions wurde.
Seine erste Trainerstation in Deutschland war im Spieljahr 2002/03 der ESV Bayreuth in der Oberliga. Nach zwei Jahren in Bayreuth verpflichteten ihn der HC Gherdëina aus der italienischen Serie A2. 2006 wechselte er zum Ligarivalen HC Eppan Pirates und führte das Team zu einem vierten Platz im Endklassement.
In der Saison 2008/09 trainierte Irwin von September bis November die Eispiraten Crimmitschau aus der 2. Bundesliga.
Im Mai 2010 wurde Irwin als neuer Trainer und Nachwuchskoordinator beim EHC Klostersee vorgestellt.
Vier Jahre später verließ er diese Station und unterzeichnete im April 2014 einen Vertrag beim EV Regensburg.
Ab April 2017 stand Doug Irwin beim EV Duisburg in der Oberliga unter Vertrag und bildete dort mit Reemt Pyka eine Trainergespann. Am 22. November 2017 wurde Irwin aufgrund des bis dahin aus Sicht der Vereinsleitung unzureichenden sportlichen Erfolgs entlassen.